# Flesberg Station
Flesberg Station (Flesberg stasjon) var en jernbanestation på Numedalsbanen, der lå i byområdet Flesberg i Flesberg kommune i Norge.
Stationen åbnede som holdeplads med ekspedition af passagerer og gods 20. november 1927, da banen blev taget i brug. Den blev opgraderet til station med ekspedition af tog, passagerer og gods 15. maj 1929. Persontrafikken på banen blev indstillet 1. januar 1989. I dag (2017) fungerer stationen som tømmerterminal.
Stationsbygningen er en ombygget flytbar arbejdsbarak fra anlægsperioden, der er tegnet af Gudmund Hoel ved NSB Arkitektkontor.